# 正親町三条実久
正親町三条 実久（おおぎまちさんじょう さねひさ）は、江戸時代前期の公卿。官位は正三位・権中納言。正親町三条家20代。

## 経歴
寛文11年（1671年）に兄公廉の薨去、遺児の公統は幼すぎるため、実久が中継ぎとして正親町三条家の家督を継いだ。同年に叙爵。侍従・右近衛少将・左近衛中将をへて、貞享4年（1687年）には参議となり、公卿に列した。元禄元年（1688年）には従三位・権中納言となるが薨去。元禄8年（1695年）まで同職にあった。

## 系譜
- 父：正親町三条実昭
- 母：冷泉為景の娘
- 妻：無
  - 養子：正親町三条公統（実父は兄公廉）